# Astoria (biograf, Nybrogatan)

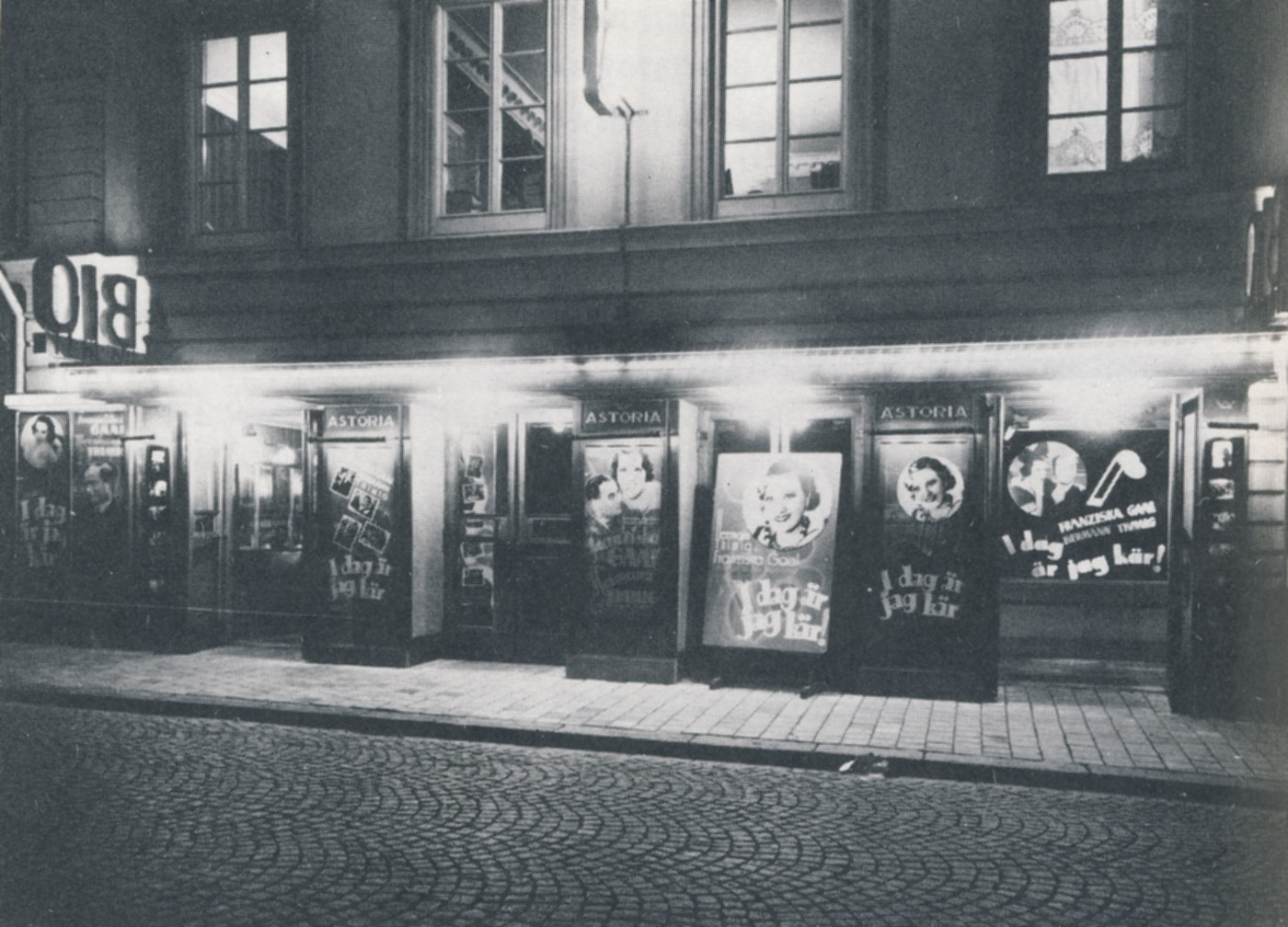
Astoria på 1930-talet, med "I dag är jag kär".

Astoria var en biograf vid Nybrogatan 15 på Östermalm i Stockholm. Biografen öppnade 1928 och lades ner 2007. Den ingick då i numera nedlagda biografkedjan Astoria Cinemas.

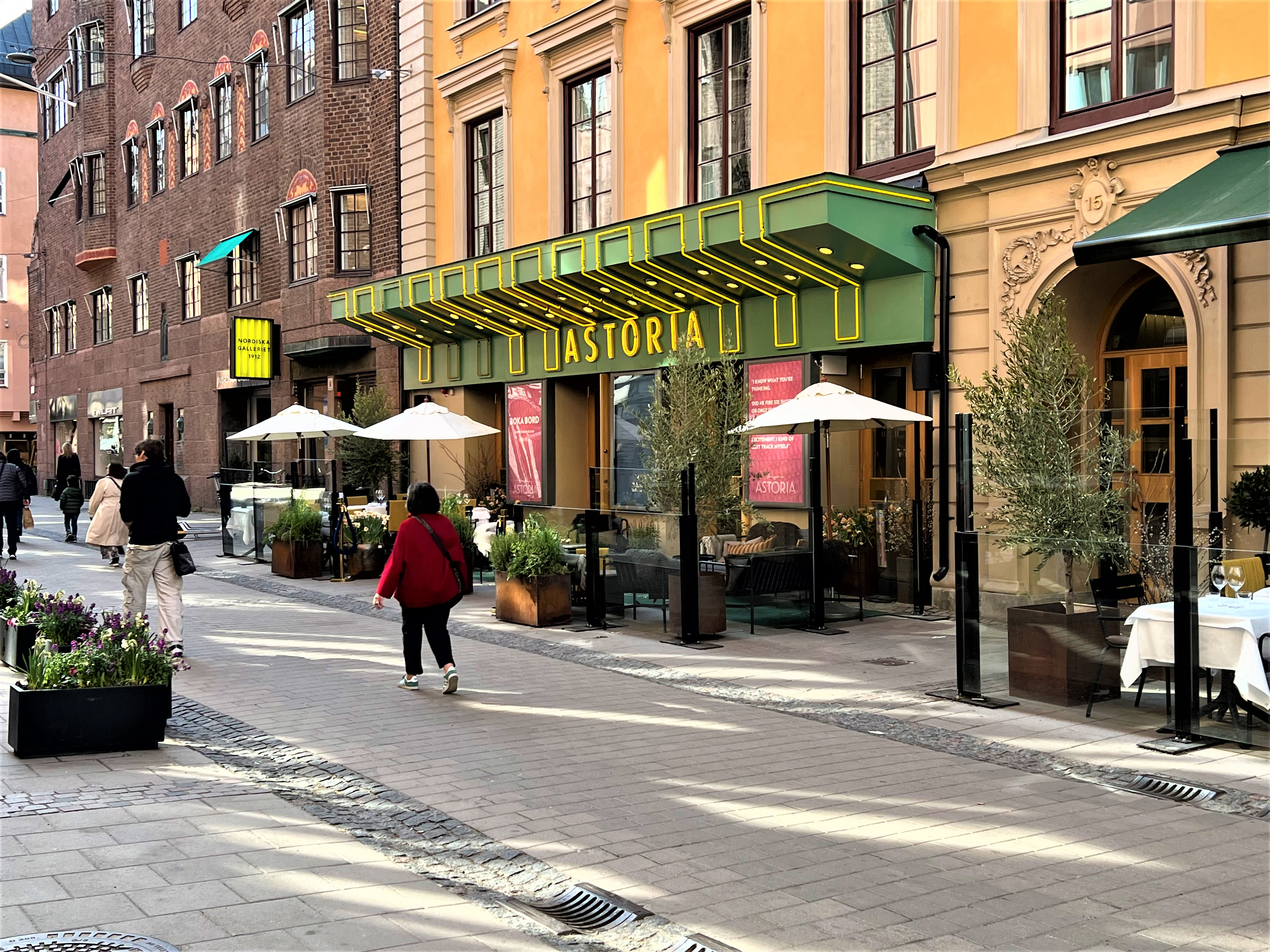
Astoria på Nybrogatan 15 i maj 2022.

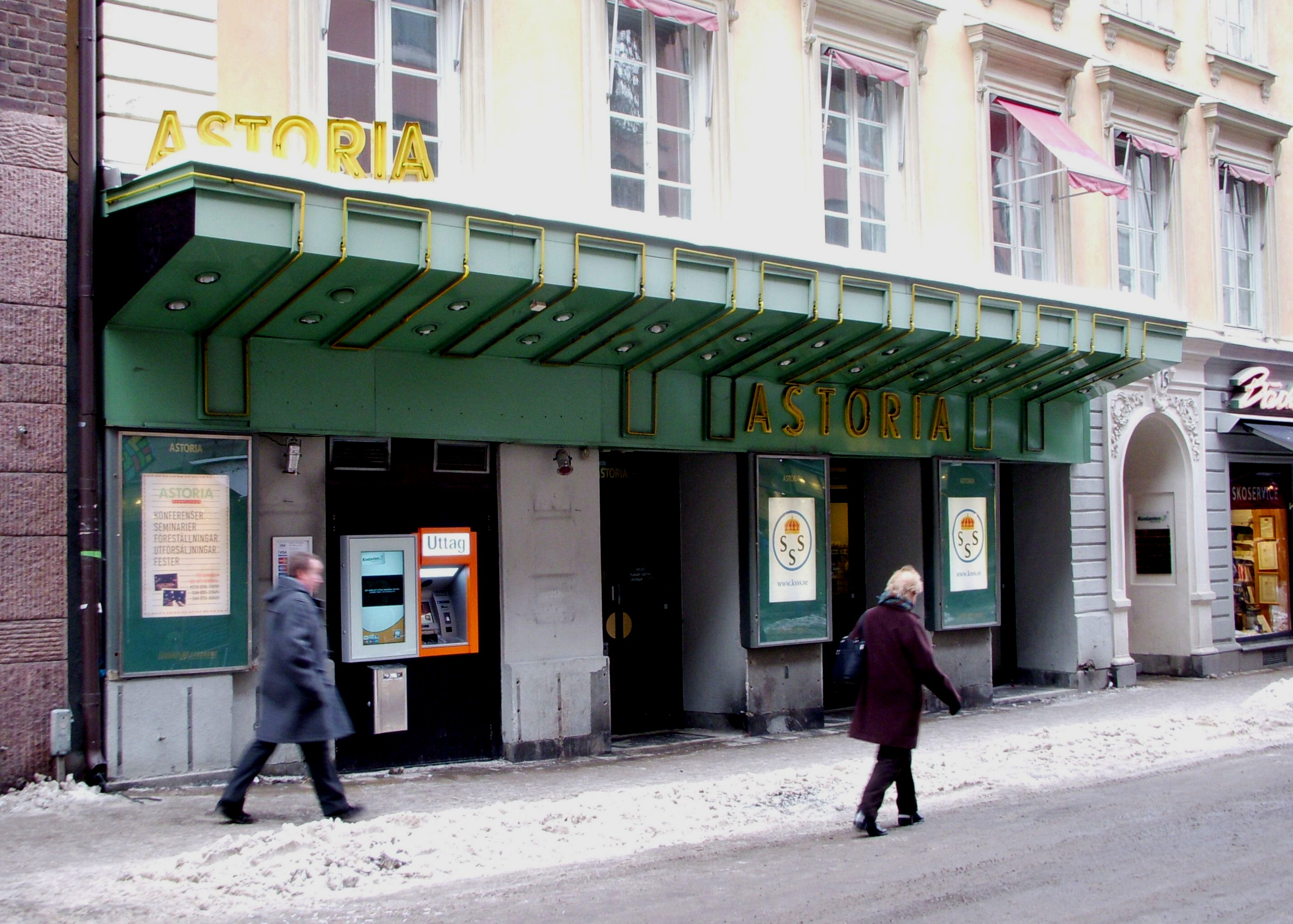
Astoria i februari 2010.

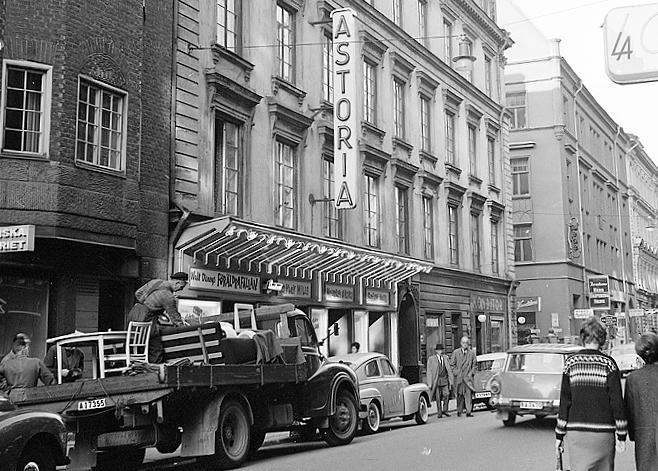
Astoria 1962.

Astoria inrättades 1928 i en befintlig fastighet på Nybrogatan 15 av ingenjören Axel Adling. Uppdragsgivare var Adlings barndomskamrat biografdirektören Anders Sandrew och Astoria var dennes första "storbiograf". Astoria användes flitigt för premiärvisningar, inte bara av Sandrews egna produktioner utan också av Europafilm som saknade egen premiärbiograf.
Vid invigningen den 8 september 1928 hade Astoria 820 sittplatser varav 119 på fondläktare och balkonger. Bakom bioduken fanns en scen att kunna användas för varieté och teater, samt plats för en tolvmannaorkester för att kunna ackompanjera stumfilmer. Lokalerna hade en påkostad utsmyckning med marmorgolv i foajén och en ridå designad av konstnären Bertil Damm. Mindre förändringar av inredningen skedde 1931 och 1944. 
År 1959 genomgick biografen en fullständig ombyggnad, varvid bland annat balkongerna i salongen togs bort för att kunna installera en brantare parkett. Maskinrummet blev större och utrustades med projektorer för att kunna visa 70 mm film. Antalet sittplatser sjönk till 678 och kom genom byten till bekvämare fåtöljer att minska ytterligare därefter. År 2006 var platsantalet 501. De dåvarande ägarna Astoria Cinemas – som torde ha tagit sitt namn just efter denna biograf – betecknade den som sitt "flaggskepp". Efter att Astoria Cinemas hamnade på obestånd stängdes biografen år 2007. Vid denna tidpunkt var den en av Stockholms äldsta biografer, tillika en av få kvarvarande med endast en salong.